# Paullinia hymenobracteata
Paullinia hymenobracteata är en kinesträdsväxtart som beskrevs av Ludwig Radlkofer och J. D. Smith. Paullinia hymenobracteata ingår i släktet Paullinia och familjen kinesträdsväxter. Inga underarter finns listade i Catalogue of Life.